# Wheels (singel Foo Fighters)
Wheels – ballada rockowa amerykańskiego zespołu Foo Fighters, wydana na singlu, który promował ich pierwszy album kompilacyjny Greatest Hits. Singel zadebiutował w radiu 23 września 2009, jednak został wydany 29 września 2009.

## Lista utworów
1. „Wheels” – 4:38
2. „Word Forward” – 4:14

## Listy przebojów
| Lista przebojów (2009) | Pozycja |
| ---------------------- | ------- |
| ARIA Charts            | 21      |
| Canadian Hot 100       | 22      |
| Irish Singles Chart    | 38      |
| RIANZ                  | 13      |
| Sverigetopplistan      | 24      |
| UK Singles Chart       | 22      |
| Billboard Hot 100      | 72      |
| Billboard Rock Songs   | 1       |
| Modern Rock Tracks     | 3       |